# Coimèras
Coimèras (en francès Coimères) és un municipi francès situat al departament de la Gironda i a la regió de la Nova Aquitània.

## Demografia
| 1962                                       | 1968 | 1975 | 1982 | 1990 | 1999 | 2007 |
| ------------------------------------------ | ---- | ---- | ---- | ---- | ---- | ---- |
| 357                                        | 369  | 356  | 388  | 583  | 657  | 724  |
| Des de 1962: població sense dobles comptes |      |      |      |      |      |      |

## Administració
| Període   | Identitat              | Partit |
| --------- | ---------------------- | ------ |
| 1947-1956 | d'Arlot de Saint Seaud |        |
| 1956-1959 | René Mothes            |        |
| 1959-1971 | Robert Deloubes        |        |
| 1971-     | Jean-Jacques Lafon     |        |